# 王士維
王士維（1988年4月20日—）綽號尼克，是一名台灣YouTuber，為網路搞笑短片團體這群人TGOP團員之一。現有個人頻道「尼克&ASHLY」，與妻子ASHLY共同主持。

## 生平
尼克曾經就讀真理大學資訊管理系，但由於尼克並不想學習有關電腦的科目，讀得很痛苦，後來就被二一退學。
2011年和許展榮、許展瑞、鄭茵聲等人組成頻道「這群人」，為網絡娛樂自媒體團隊。2013年和鐵牛、聖結石、華森三人成立頻道「頑game」意外走紅，但後來因為意見不合、個人規劃等不同因素影響下，尼克和聖結石先後離開頑GAME。
2025年取得美國耶魯大學心理學線上學位證書。

## 個人生活
2019年1月13日，尼克在信義區街頭獻唱為女朋友陳君原（Ashly）所寫歌曲，並求婚成功。陳君原（Ashly）來自香港，是尼克在youtuber聚會所認識。婚後在經歷過許多困難後，於2021年11月1日，ASHLY成功地將胚胎植入，也順利懷上小孩。2022年正式誕下一女。
尼克的妹妹Rainie，暱稱尼克妹、芮尼，原先擔綱兄嫂個人頻道配音員兼剪輯師，有養一隻貓。一開始在拍片時臉不會曝光，但在2023年尾將其面貌正式曝光於「尼克&Ashly頻道」影片中，並開始經營個人Youtube頻道「Its芮尼Day」。
尼克與Ashly有飼養貴賓狗「一豬」、法國鬥牛犬「噗啾」以及兔子「Judy」。

## 演出作品

### 網路節目
- 《木曜4超玩》：《一日系列》——〈一日拉麵店學員〉（Ashly以顧客身分客串）

### 註
1. ↑  同一學期中連續兩次成績不及格而且達到修習學分總數二分之一的學生，就要被勒令退學，即為「二一退學」。

### 來源
1. ↑  #精彩影片回顧 要來幫女兒取名字了！—這群人 尼克FB
2. ↑  ETtoday. . www.ettoday.net.   [2022-07-14]. （原始内容存档于2022-08-17） （中文（繁體））.
3. ↑  . Smart自學網.   [2022-07-14]. （原始内容存档于2022-07-14）.
4. ↑  . 東森新聞.   [2022-07-14]. （原始内容存档于2021-09-01） （中文（繁體））.
5. ↑  . www.youtube.com.   [2022-05-15]. （原始内容存档于2022-06-20）.
6. ↑  . www.youtube.com.   [2022-05-15]. （原始内容存档于2022-06-22）.
7. ↑  . www.youtube.com.   [2022-05-15]. （原始内容存档于2022-06-09）.
8. ↑  . www.youtube.com.   [2022-05-15]. （原始内容存档于2022-06-29）.
9. ↑  ETtoday新聞雲. . star.ettoday.net.   [2022-06-28]. （原始内容存档于2022-06-28） （中文（繁體））.
10. ↑  . www.youtube.com.   [2022-06-28]. （原始内容存档于2022-06-28）.

## 外部連結
- 王士維的Instagram帳戶
- Ashly的Instagram帳戶
- YouTube上的Its芮尼Day